# لوزوویک
لوزوویک (به صربی: Lozovik) یک منطقهٔ مسکونی در صربستان است که در ولیکا پلنا واقع شده‌است. لوزوویک ۵٬۶۰۷ نفر جمعیت دارد.